# كيم بي. كلارك
كيم بي. كلارك (بالإنجليزية: Kim B. Clark)‏ هو قسيس أمريكي، ولد في 20 مارس 1949 في سولت ليك في الولايات المتحدة.

## وصلات خارجية
- كيم بي. كلارك على موقع إن إن دي بي (الإنجليزية)